# Legutio
Legutio (em basco) ou Villarreal de Álava (em castelhano) é um município da Espanha na província de Álava, comunidade autónoma do País Basco, de área 45,7 km². Em 2021 tinha 1 993 habitantes (densidade: 43,6 hab./km²).

## Demografia
| Variação demográfica do município entre 1991 e 2004 | Variação demográfica do município entre 1991 e 2004 | Variação demográfica do município entre 1991 e 2004 | Variação demográfica do município entre 1991 e 2004 |
| --------------------------------------------------- | --------------------------------------------------- | --------------------------------------------------- | --------------------------------------------------- |
| 1991                                                | 1996                                                | 2001                                                | 2004                                                |
| 1213                                                | 1311                                                | 1359                                                | 1459                                                |